# Mezinárodní mistrovství České republiky v rallye 2012
Mediasport mezinárodní mistrovství České republiky v rallye 2012 zahrnovalo celkem osm soutěží. Zvítězil Jan Kopecký navigovaný Pavlem Dreslerem s vozem Škoda Fabia S2000 v barvách továrního týmu Škoda Motorsport před obhájcem titulu Romanem Krestou.

## Kalendář
| Pořadí | Datum                | Soutěž                                           | Centrum           | Zařazení      |
| ------ | -------------------- | ------------------------------------------------ | ----------------- | ------------- |
| 1.     | 5. 1. – 7. 1. 2012   | 29. Internationale Jänner Rallye 2012            | Freistadt         | MMČR, ME      |
| 2.     | 23. 3. – 24. 3. 2012 | 31. Bonver Valašská Rally 2012                   | Valašské Meziříčí | MMČR          |
| 3.     | 19. 4. – 21. 4. 2012 | 47. Rallye Šumava Klatovy 2012                   | Klatovy           | MMČR          |
| 4.     | 25. 5. – 26. 5. 2012 | 40. Rallye Český Krumlov 2012                    | Český Krumlov     | MMČR          |
| 5.     | 22. 6. – 23. 6. 2012 | 8. Agrotec Petronas Syntium Rally Hustopeče 2012 | Hustopeče         | MMČR          |
| 6.     | 13. 7. – 15. 7. 2012 | 39. Rally Bohemia 2012                           | Mladá Boleslav    | MMČR          |
| 7.     | 31. 8. – 2. 9. 2012  | 42. Barum Czech Rally Zlín 2012                  | Zlín              | MMČR, IRC, ME |
| 8.     | 5. 10. – 7. 10. 2012 | 34. Enteria Rally Příbram 2012                   | Příbram           | MMČR          |

## Průběh sezóny
Jezdci týmu Škoda Motorsport se v předešlé sezóně objevovali jen na vybraných závodech domácího mistrovství, prioritou továrního týmu bylo vítězství v IRC. V roce 2012 se Škoda rozhodla vstoupit také do mistrovství Evropy a do domácího mistrovství, v kterém její barvy reprezentoval Jan Kopecký. Kopecký vyhrál prvních pět závodů a zajistil si tak pohodlný bodový náskok na Romana Krestu a Jaromíra Tarabuse (oba taktéž s vozy Škoda Fabia S2000). 

### Série úmrtí při rallye

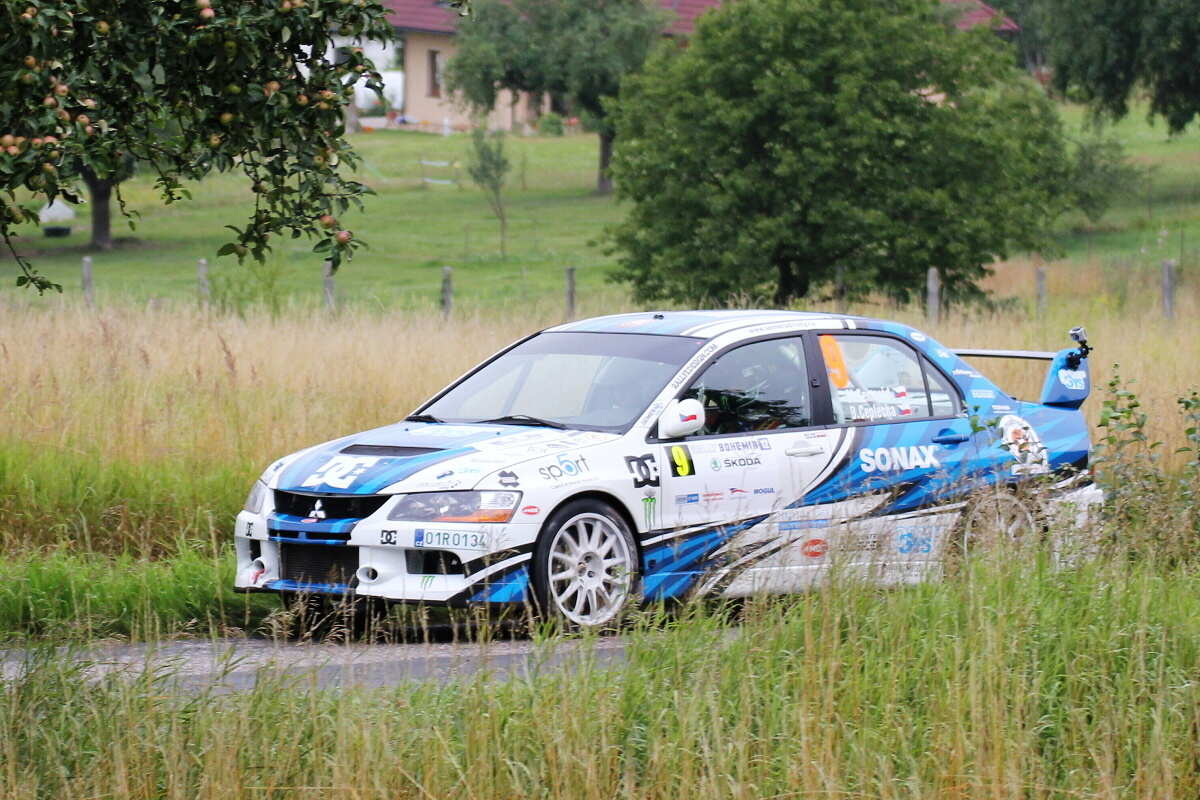
Martin Semerád a Bohuslav Ceplecha při Rally Bohemia 2012

Sezónu poznamenala série tragických nehod, což vedlo ke zpřísnění bezpečnostních opatření na českých soutěžích. V květnu, po havárii na Rallye Český Krumlov zemřel spolujezdec Aleš Zimolka. Na třetí rychlostní zkoušce červencové Rally Bohemia došlo k tragické nehodě posádky Martin Semerád a Bohuslav Ceplecha. Při nehodě byl těžce zraněn spolujezdec, který následkům zranění podlehl. Soutěž byla ukončena bez vyhlášení vítězů. Následující podnik, Barum Czech Rally Zlín, byla předčasně ukončena po havárii Václava Kopáčka na třinácté rychlostní zkoušce. Na místě vyhrazeném pro diváky zahynul jeden muž. Při listopadovém volném podniku RallyShow Uherský Brod zemřely čtyři dívky, které traťový komisař nevykázal ze zakázaného prostoru za horizontem v obci Lopeník.

## Klasifikace jezdců
Nejlepších 10:
| Poř. | Jezdec          | JÄN   | VAL   | ŠUM   | KRU   | HUS   | BOH | BAR   | PŘÍ   | Body |
| ---- | --------------- | ----- | ----- | ----- | ----- | ----- | --- | ----- | ----- | ---- |
| 1.   | Jan Kopecký     | 1. 50 | 1. 50 | 1. 50 | 1. 50 | 1. 50 | -   | R 10  | -     | 260  |
| 2.   | Roman Kresta    | -     | 2. 38 | 2. 38 | 2. 38 | 2. 38 | R   | 1. 42 | R     | 194  |
| 3.   | Jaromír Tarabus | -     | 4. 21 | 3. 29 | 4. 19 | 3. 25 | -   | 3. 31 | 1. 47 | 172  |
| 4.   | Jaroslav Orsák  | 4. 21 | 6. 11 | R     | 6. 13 | 5. 14 | -   | 4. 18 | 3. 29 | 106  |
| 5.   | Václav Pech     | 2. 21 | 3. 11 | R     | 3. 13 | R     | -   | R 3   | R     | 100  |
| 6.   | Pavel Valoušek  | 3. 31 | 5. 16 | -     | R 5   | 4. 22 | -   | R     | R     | 74   |
| 7.   | Martin Semerád  | 5. 15 | 8. 8  | 4. 21 | 5. 13 | 8. 9  | R   | -     | -     | 66   |
| 8.   | Jan Černý       | 9. 7  | 14. 2 | -     | 13. 3 | 13. 3 | -   | 13. 3 | 4. 21 | 39   |
| 9.   | Martin Hudec    | 8. 8  | R     | 10. 6 | 10. 6 | R     | -   | 23.   | 5. 14 | 34   |
| 10.  | Jan Jelínek     | -     | 11. 5 | 8. 8  | 8. 8  | R     | -   | 6. 10 | R     | 31   |